# بيير كونيسا
بيير كونيسا (بالفرنسية: Pierre Conesa)‏ باحث وأكاديمي ودبلوماسي فرنسي، شغل منصب مساعد مدير لجنة الشؤون الإستراتيجية في وزارة الدفاع الفرنسية. وهو حاليًّا أستاذ في معهد الدراسات السياسية بباريس.

## أرائه
في كتابه صنع العدو أو كيف تقتل بضميرك لنفسك (2011)، يجادل بأن الدول يجب أن تبني أعداءها الجيوسياسيين لتوجيه صراعاتهم بشكل أفضل. وهو يدافع عن أن وجود عدو مشترك هو عامل هوية يدفع الضمائر إلى الحاجة إلى القتل قبل القتل. ويصف هذه الظاهرة بأنها عملية قناعة سوسيولوجية يتم وصمها على أنها تهديد للجماعة وتبرر استخدام العنف. على سبيل المثال: الخطر الأصفر، ألبيون الغادر، المؤامرة اليهودية الماسونية للأثرياء، أو محور الشر لجورج دبليو بوش. كما يوضح أن هذا العدو أساسه الإعلام. بالفعل في عام 2009، وصف الجغرافيا السياسية بأنها «تلبيس عقلاني لعلاقات القوة الدولية».
يدرس الكاتب النظام السياسي السعودي الذي يعتبره نظام سياسي ديني. وقال ان نظام الدولة في السعودية متشدد. يعود الكاتب إلى الايام الأولى للنظام السعودي والعلاقة بين اسرة محمد بن عبد الوهاب واسرة آل سعود.
في هذا الكتاب، يتناول الدور الذي لعيته هوليوود في تشكيل الهوية الأمريكية والعنصرية التي راح ضحيتها السود، الهنود الحمر، الاسيويون، اللاتينيون، والعرب المسلمون.

## مؤلفات
- 2002 : الأضرار الجانبية.
- 2004 : دليل الجنة.
- 2007 : آليات الفوضى: الأدغال، الإرهاب والانتشار.
- 2011 : منطقة الصدمة.
- 2011 : صنع العدو أو كيف تقتل بضميرك لنفسك.
- 2014 : قبل كل شيء، لا تقرر أي شيء: دليل البقاء في بيئة سياسية مع تمارين عملية مصححة.
- 2016 : دليل الجهادي الصغير: للمراهقين والآباء والمعلمين والمحافظين.
- 2016 : الدكتور سعود والسيد جهاد: الدبلوماسية الدينية للمملكة العربية السعودية.
- 2018 : هوليوار: هوليوود، سلاح الدعاية الجماهيرية.

## مؤلفاته المترجمة إلى العربية
- صنع العدو، أو كيف تقتل بضمير مرتاح.[6]
- الدكتور ال سعود والسيد جهاد.[7]